# Niels Verner Baunsøe
Niels Verner Baunsøe (* 29. Juni 1939 in Frederiksberg; † 12. März 2012) war ein dänischer Radrennfahrer.

## Sportliche Laufbahn
Bereits mit 18 Jahren schaffte er den Aufstieg in die höchste dänische Amateurklasse. Baunsøe, der für den Verein ABC Kopenhagen startete, gewann dreimal Titel bei den nordischen Meisterschaften im Radsport; 1957 gewann er das Straßenrennen der Junioren vor seinem Landsmann Svend Pedersen, 1957 und 1959 siegte er mit dem dänischen Vierer im Mannschaftszeitfahren. Zudem wurde er 1957 Vize-Meister im Straßenrennen der dänischen Amateure hinter Eluf Daalgard. 1959 gewann er das Sachsenring-Rennen in der DDR, das als Generalprobe für die UCI-Straßen-Weltmeisterschaften 1960 galt. Auf der Bahn wurde er Zweiter in der Meisterschaft um die Einerverfolgung, 1960 und 1961 gewann er dabei jeweils die Bronzemedaille. Baunsøe startete mehrfach bei den UCI-Straßen-Weltmeisterschaften. Er war Mitglied des Straßenvierers bei den Olympischen Sommerspielen 1960 in Rom, als sein Teamkollege Knud Enemark Jensen auf der Strecke im Mannschaftszeitfahren zusammenbrach und kurz darauf starb. Auf seine vorgesehenen Starts in den olympischen Bahnwettbewerben verzichtete er daraufhin. 
1965 fuhr er die Internationale Friedensfahrt, schied jedoch nach Sturz aus. Zwischenzeitlich war er von 1960 bis 1962 Berufsfahrer u. a. mit Verträgen in belgischen und französischen Rennställen. Er bestritt Sechstagerennen in Berlin und Kopenhagen, ohne jedoch vordere Plätze zu belegen. Baunsøe war vom Profiradsport desillusioniert und wurde 1964 wieder Amateur. In der Jugoslawien-Rundfahrt 1964 gewann er eine Etappe. Zum Saisonende 1965 beendete er seine Laufbahn.